# Otello Terzani
Otello Terzani (Arcidosso, 14 giugno 1899 – Roma, 14 aprile 1992) è stato un politico, rivoluzionario comunista italiano.

## Biografia
Nato ad Arcidosso (Grosseto) nel 1899, quando era ancora vivo il ricordo di David Lazzaretti, autodidatta, Otello Terzani iniziò presto l'attività di scalpellino, che interruppe nel 1917, quando fu inviato al fronte poco dopo la ritirata di Caporetto.
Tornato, aderì alla Frazione comunista del Partito Socialista Italiano (PSI) e partecipò alla fondazione del Partito Comunista d'Italia (PCd'I). Svolse un'intensa attività in molti centri della Toscana e poi a Roma, sostenendo più volte scontri con i fascisti. Nel 1923-1924, si schierò con la Sinistra Comunista Italiana di Amadeo Bordiga, contro l'indirizzo centrista di Antonio Gramsci e Palmiro Togliatti.
Arrestato il 15 novembre 1926, fu confinato nelle isole di Lampedusa e Ustica, dove, grazie ai corsi organizzati dal Partito, poté elevare notevolmente il proprio livello culturale, come avvenne ad altri confinati di origine proletaria. Liberato nell'autunno del 1929, si stabilì a Roma, facendo il manovale edile e, a contatto con un piccolo gruppo di militanti comunisti, riprese l'attività politica. Fu nuovamente arrestato nell'ottobre del 1931 e inviato a Lipari, a Ventotene e a Ponza, fino all'ottobre del 1935. Per tutto il periodo di confino, mantenne le posizioni della Sinistra, malgrado le forti pressioni degli stalinisti, che già nel 1934 avevano costituito «squadre punitive» contro trotskisti e bordighiani. Al centro di Roma, aprì una bottiglieria, che presto fu frequentata da molti antifascisti.
Nell'agosto 1943, stabilì contatti con il Movimento Comunista d'Italia (Bandiera Rossa), contribuendo all'inizio del 1944 all'organizzazione dell’Armata Rossa, formazione militare indipendente dai partiti del Comitato di Liberazione Nazionale (CLN), che traeva ispirazione dall'esercito partigiano jugoslavo, assieme a Terzani, i dirigenti dell'organizzazione clandestina erano Antonino Poce e Filiberto Sbardella che si occupavano di propaganda e stampa, Celestino Avico e Giordano Amidani; il 4 luglio 1945 questa organizzazione viene sciolta, con un grande annuncio sull'Unità per confluire in parte nel PCI.
Nel gennaio 1945 Terzani aderì alla Frazione di Sinistra dei Comunisti e dei Socialisti Italiani e, in luglio, al Partito Comunista Internazionalista (PCInt.), assumendo l'incarico di segretario della Federazione romana. In seguito ai contrasti sorti nel PCInt., abbandonò l'impegno politico diretto.
Morì a Roma nel 1992.

## Fonti
- Arturo Peregalli, L'altra Resistenza. Il PCI e le opposizioni di sinistra in Italia 1943-1945, Graphos, Genova, 1991, pp. 115, 230.
- Arturo Peregalli e Sandro Saggioro, Amadeo Bordiga - La sconfitta e gli anni oscuri (1926-1945), Colibrì, Paderno Dugnano (Milano), 1998, passim.
- A Otello Terzani è dedicato il libro-intervista: Anna Innocenti Periccioli, Giorni belli e difficili, L'avventura di un comunista, Jaca Book, Milano, 2001, pp. 282. Biografia di Otello Terzani (1899-1992) comunista al tempo di Antonio Gramsci, Amadeo Bordiga e Nello Rosselli; (il suo arresto, la prigionia, confino politico, ed esperienze della Seconda guerra mondiale e Resistenza) ISBN 88-16-40550-3
- Silverio Corvisieri, Bandiera rossa" nella Resistenza romana, Samonà e Savelli, 1968, pp. 215 ISBN 88-86973-64-0 (ristampa 2005)
- Silverio Corvisieri, Resistenza e democrazia, G. Mazzotta, 1976, pp 170, ASIN B0000E8MMA